# Tisamenus alviolanus
Tisamenus alviolanus är en insektsart som beskrevs av Ireneo L. Lit och Orlando L. Eusebio 20. Tisamenus alviolanus ingår i släktet Tisamenus och familjen Heteropterygidae. Inga underarter finns listade i Catalogue of Life.